# Невоструєв Володимир Валер'янович
Володимир Валер'янович Невоструєв (рос. Владимир Валерьянович Невоструев; нар. 25 травня 1966, Новокузнецьк) – російський шахіст, гросмейстер від 2003 року.

## Шахова кар'єра
Дуже рідко бере участь у турнірах за межами Росії. 1992 року переміг на меморіалі Олександра Алехіна, який проходив за швейцарською системою в Москві . Гросмейстерські норми виконав у роках 2001 (Новокузнецьк, посів 2-ге місце позаду Мурстаса Кажгалєєва) та 2002 (Новокузнецьк, посів 1-ше місце, а також Краснодар, поділив 5-14-те місця у фіналі чемпіонату Росії). 2004 року переміг у Кемерово, 2005-го – в Улан-Уде, а в 2006, 2008, 2009 та 2010 роках – п'ять разів у Кемерово (зокрема двічі у 2010 році).
Найвищий рейтинг Ело в кар'єрі мав станом на 1 квітня 2003 року, досягнувши 2528 очок займав тоді 86-те місце серед російських шахістів.